# 苏州教育博物馆
苏州教育博物馆位于苏州市姑苏区醋库巷44号柴园内，2017年建成，是以教育为主题的公办专业性博物馆，也是中国国内首个教育博物馆。

## 建设

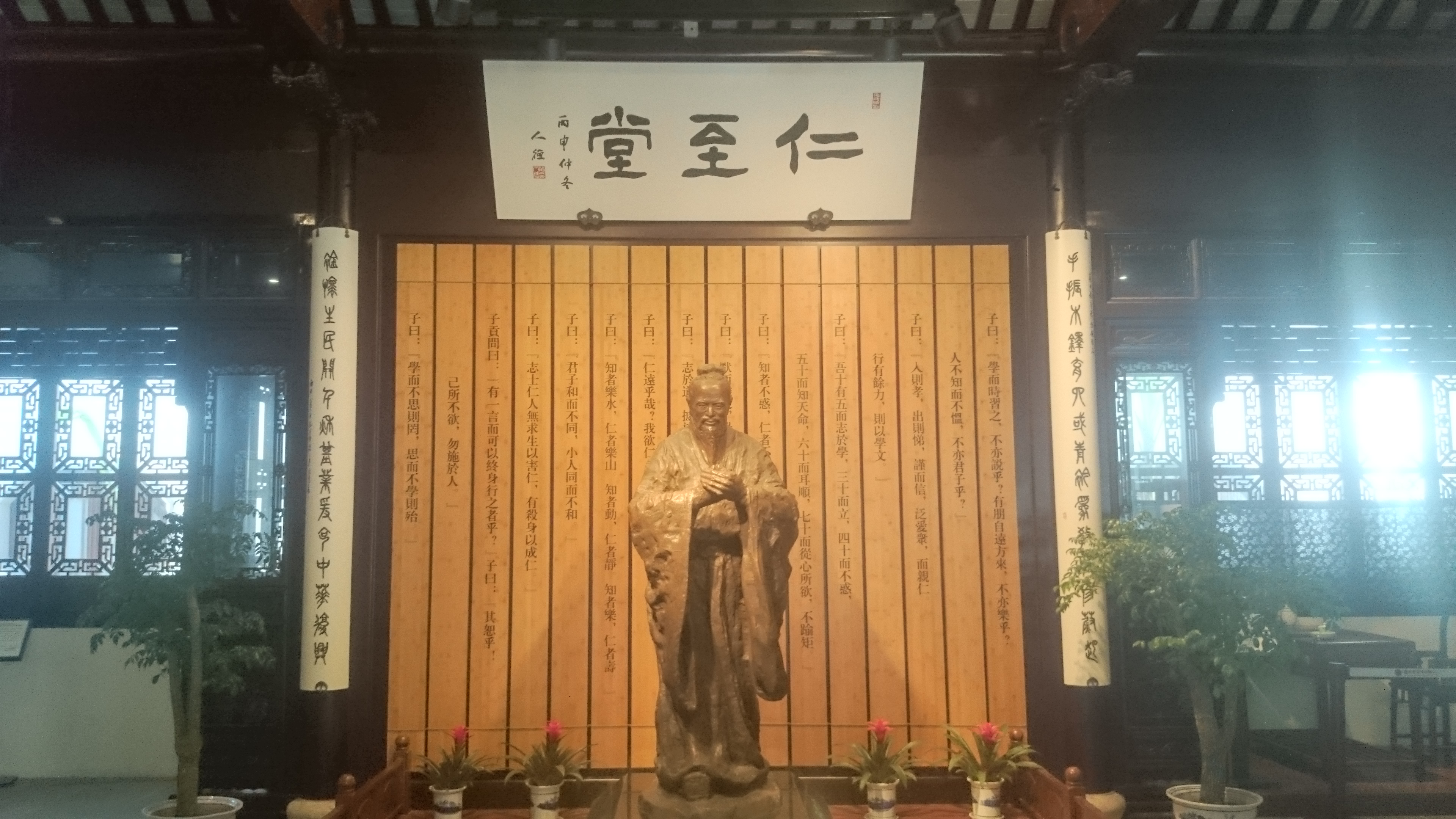
大厅 孔子像

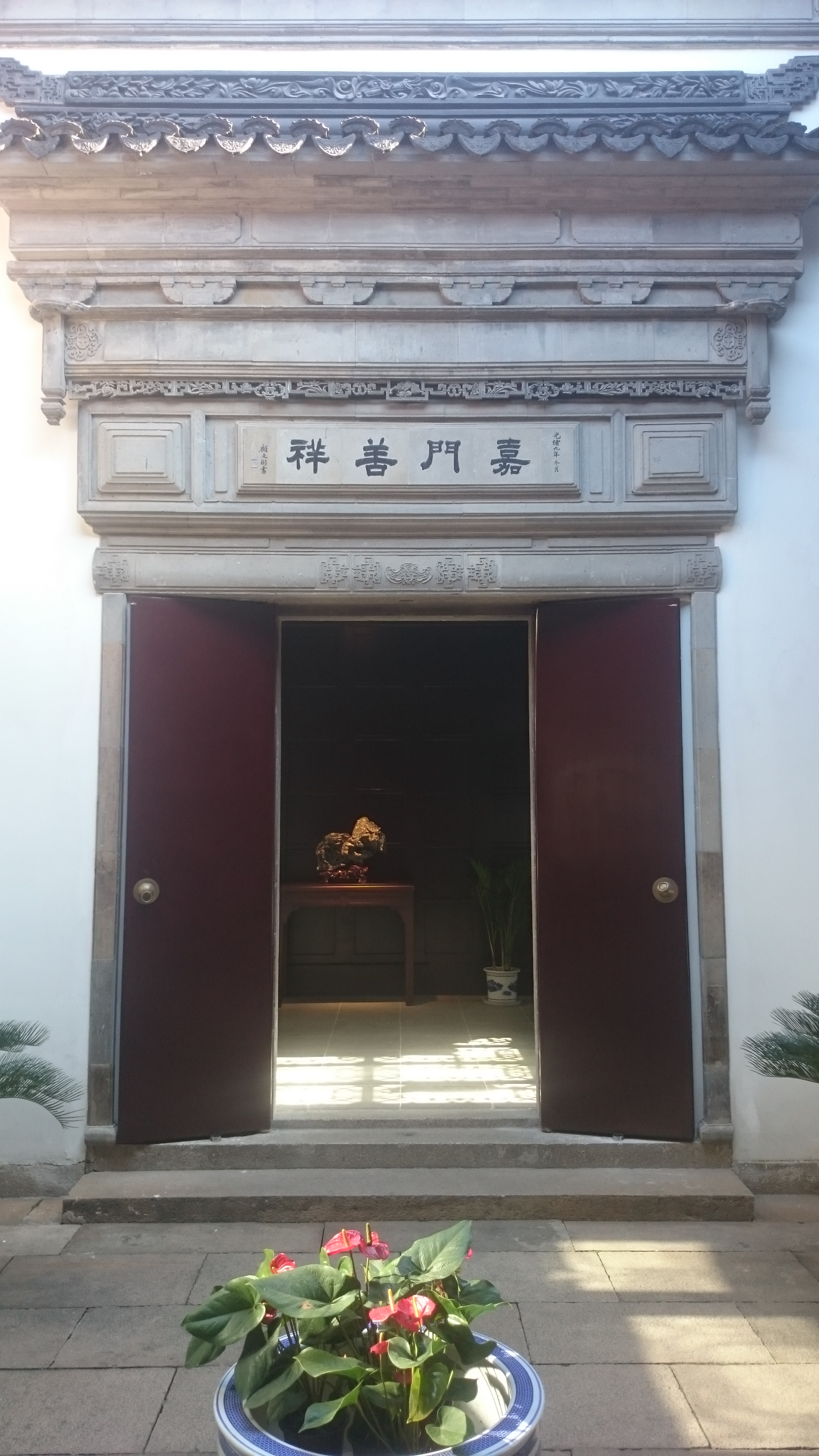
“嘉门善祥”门楼

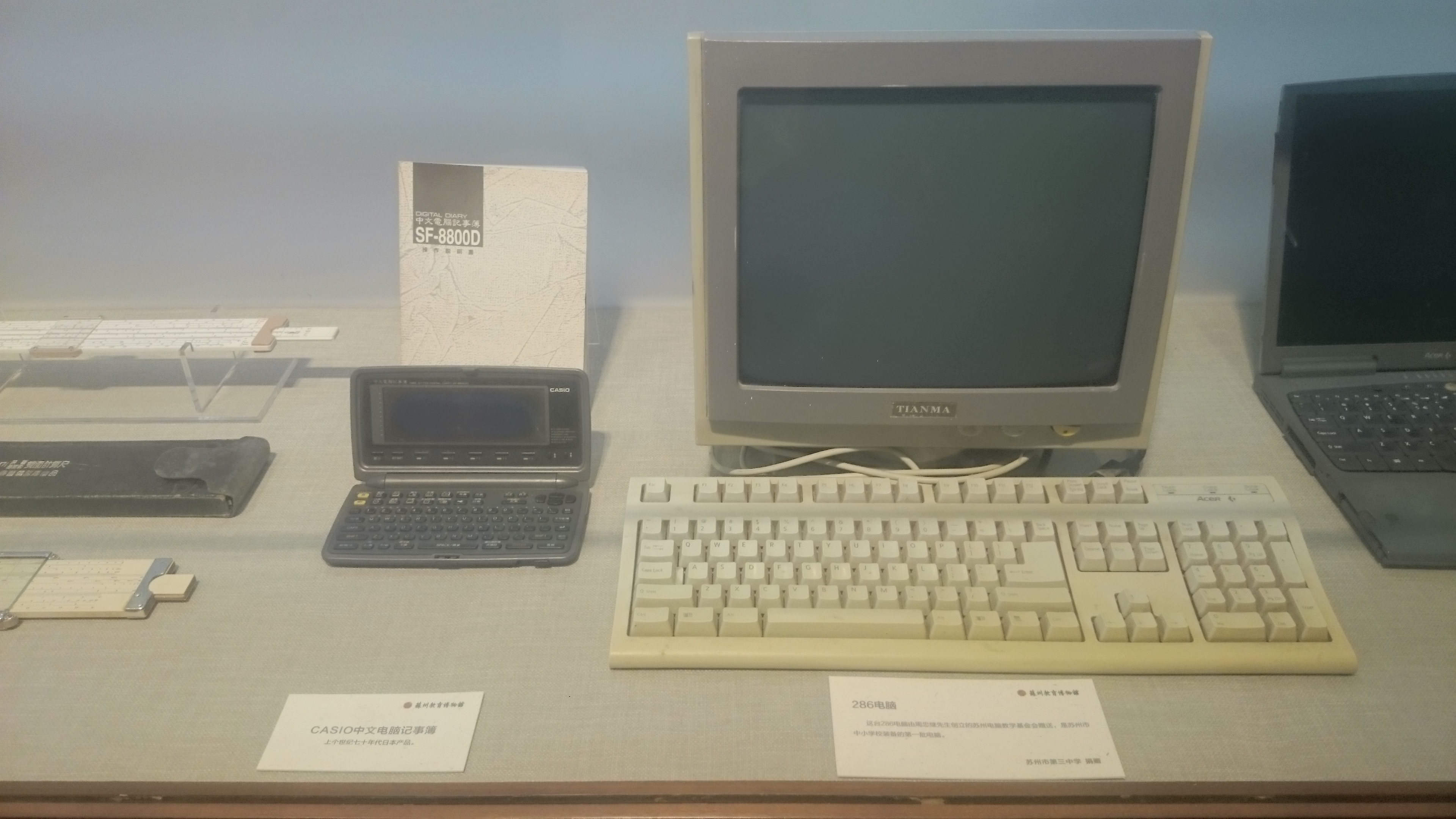
馆藏电子记事簿与计算机

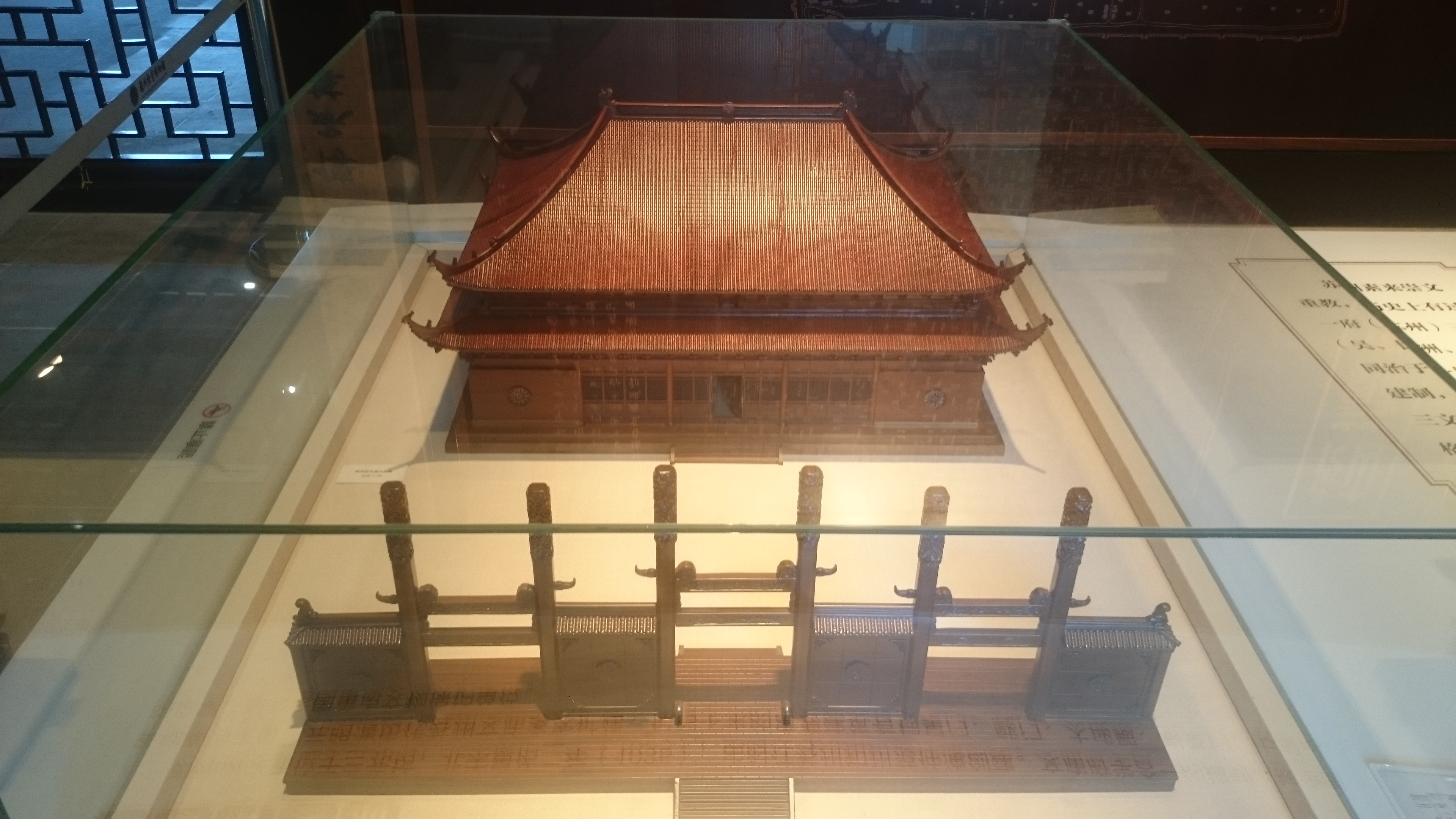
馆藏苏州文庙模型

苏州教育博物馆于2013年2月启动建设，为中国大陆首个地级市主办建设的教育专题博物馆。博物馆选址在柴园，一方面使古典园林的古韵风雅能被更多人观赏，另一方面也符合博物馆体现历史文化的氛围，使柴园和教育博物馆互相辉映。博物馆的建设与柴园修复工程同时进行，也节省了时间和成本。
2017年8月25日，博物馆试开放。9月8日，苏州教育博物馆正式对外开放。博物馆占地6.6亩，建筑面积3000多平方米，共分10个展馆。苏州教育博物馆同时成为了苏州市未成年人社会实践体验活动站。

## 馆舍馆藏
教育博物馆利用柴园原有厅堂作为展厅，分为10个展馆。
- 中厅为序言馆，简要介绍博物馆的主题与内容。
- 大厅为名人馆，展出与苏州教育史相关的历史人物，正中竖有孔子像。
- 鸳鸯厅为古代馆，展出古代各官学、书院、私塾等教育机构，西厢房为模拟私塾。
- 楠木厅展出苏州历史上部分著名学府的建筑模型。
- 藏书楼为近代馆，展出清末民国时期的初等教育、高等教育、教会学校等，以及苏州所存百年老校介绍，二楼展出了各年代所用的教具。
- 堂楼为现代馆，展出自1949年之后，苏州市各阶层教育的发展情况，包括学前教育、义务教育、高等教育、成人教育等。

此外西厅为专题展馆（现布置为书画展）。东厅为汉语推广中心（体验馆），二楼配备两间教室。堂楼左右还有院士馆、荣誉馆、名师馆等。

## 参观
苏州教育博物馆每周二至周日开放，对外免费参观。